# Interstate 805
Pour les articles homonymes, voir Route 805.
L'Interstate 805 (I-805), est une autoroute inter-États traversant l'agglomération de San Diego, en Californie. Elle est officiellement nommée Jacob Dekema Freeway en l'honneur de Jacob Dekema, un membre du California Department of Transportation qui s'occupa de créer le réseau autoroutier de la région. C'est une route auxiliaire de l'Interstate 5. Elle fait partie du California Freeway and Expressway System.

## Description du tracé
La I-805 est un périphérique auxiliaire de l'Interstate 5. Elle commence au sud à l'I-5, à moins d'un kilomètre au nord de la frontière américano-mexicaine dans le quartier de San Diego nommé San Ysidro. Puis elle traverse les villes de Chula Vista et National City avant d'entrer dans San Diego, après quoi elle passe par les quartiers de North Park, Mission Valley, Clairemont et University City avant de rejoindre l'I-5 à Sorrento Valley.

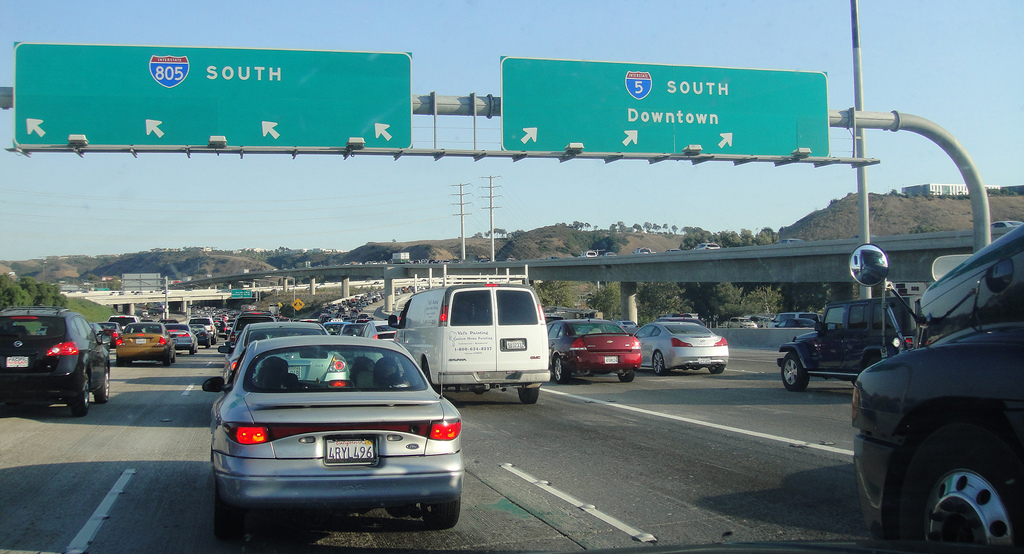
Le début de l'I-805 à la jonction avec l'I-5 durant l'heure de pointe du soir.

L'autoroute, qui a de huit à dix voies, est devenue un axe de transport majeur reliant la frontière aux communautés de la South Bay, dont Chula Vista (dont Rancho del Rey et Eastlake) et National City. Elle est utilisée par les migrations pendulaires étant donné que de nombreuses entreprises s'installent à proximité, par exemple près de University City et de Sorrento Valley. En outre, puisqu'elle rejoint le Mexique, elle est utilisée par le trafic transfrontalier.
L'autoroute est nommée Jacob Dekema Freeway en l'honneur du pionnier du California Department of Transportation (Caltrans) qui a aidé à façonner la forme du système autoroutier de San Diego.

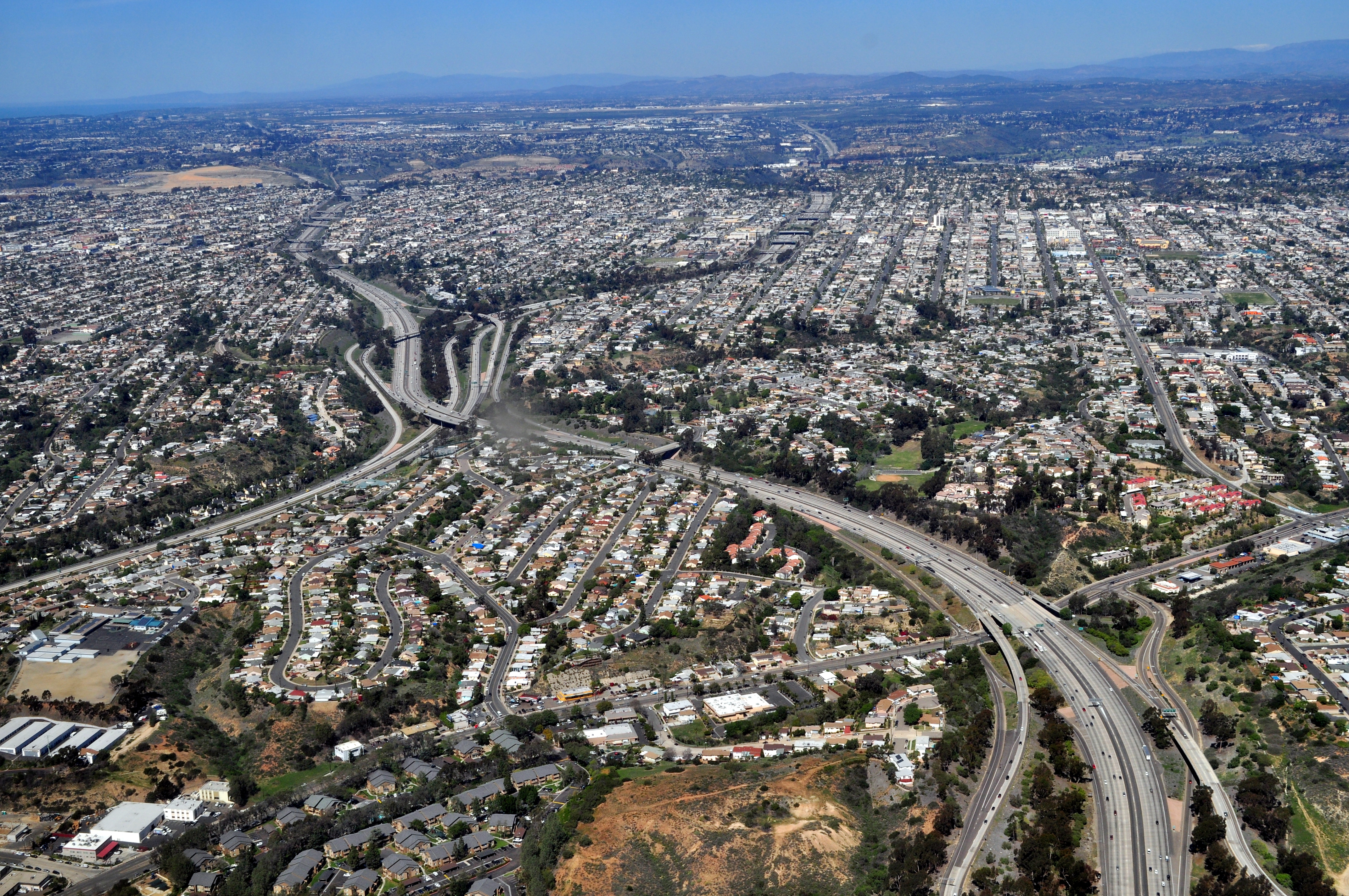
Vue aérienne de l'I-805.

L'Interstate 805 fait partie du California Freeway and Expressway System ainsi que du National Highway System, un réseau d'autoroutes qui sont considérées comme essentielles pour l'économie, la défense et la mobilité du pays par la Federal Highway Administration. En 2013, l'I-805 avait un débit journalier moyen annuel (DJMA) de 41 500 véhicules au terminus sud et de 262 000 entre Bonita Road et la SR 54, ce qui constitue le plus haut DJMA de l'autoroute.

## Liste des sorties
| Interstate 805                            |               |       |       |        |                                                                     | |
| Comté                                     | Municipalité  | mi    | km    | Sortie | Intersections / Destinations                                        | Notes |
| San Diego                                 | San Ysidro    | 0,00  | 0,00  | —      | I-5 sud – Mexique seulement                                         | Terminus sud; sortie 1A de l'I-5 |
| San Diego                                 | San Ysidro    | 0,00  | 0,00  | 1A     | Camino de la Plaza                                                  | Sortie direction sud, entrée direction nord; dernière sortie avant la frontière                                                                                   |
| San Diego                                 | San Ysidro    | 0,50  | 0,80  | 1B     | San Ysidro Boulevard                                                | Indiqué sortie 1A direction nord |
| San Diego                                 | San Ysidro    | 1,66  | 2,67  | 1C     | SR 905 (en)                                                         | Indiqué sortie 1B direction nord; sortie 2B de SR 905; futur I-905                                                                                                |
| San Diego                                 | San Ysidro    | 2,78  | 4,47  | 2      | Palm Avenue                                                         | |
| San Diego                                 | Chula Vista   | 3,51  | 5,65  | 3      | Main Street / Auto Park Drive                                       | |
| San Diego                                 | Chula Vista   | 4,27  | 6,87  | 4      | Olympic Parkway / East Orange Avenue                                | |
| San Diego                                 | Chula Vista   | 4,91  | 7,90  | ♦      | East Palomar Street                                                 | Accès réservé aux HOV; sortie à gauche direction sud, entrée à gauche direction nord                                                                              |
| San Diego                                 | Chula Vista   | 5,51  | 8,87  | 6      | L Street / Telegraph Canyon Street                                  | |
| San Diego                                 | Chula Vista   | 7,01  | 11,28 | 7      | H Street                                                            | Indiqué sortie 7A (est) et 7B (ouest) en direction sud |
| San Diego                                 | Chula Vista   | 7,61  | 12,25 | 7C     | E Street / Bonita Road (CR S17)                                     | Sortie direction nord fait partie de sortie 7 |
| San Diego                                 | National City | 8,71  | 14,02 | 8      | SR 54 (en) (South Bay Freeway)                                      | Indiqué sortie 9 direction sud; sortie 2 de SR 54 |
| San Diego                                 | National City | 8,90  | 14,32 | 9      | Sweetwater Road                                                     | Indiqué sortie 8 direction sud |
| San Diego                                 | National City | 10,13 | 16,30 | 10     | Plaza Boulevard                                                     | |
| San Diego                                 | San Diego     | 11,16 | 17,96 | 11A    | 43rd Street                                                         | Indiqué sortie 11B direction sud |
| San Diego                                 | San Diego     | 11,22 | 18,06 | 11B    | 47th Street / Palm Avenue – National City                           | Indiqué sortie 11A direction sud |
| San Diego                                 | San Diego     | 12,20 | 19,63 | 12A    | Imperial Avenue                                                     | |
| San Diego                                 | San Diego     | 12,80 | 20,60 | 12B    | Market Street                                                       | |
| San Diego                                 | San Diego     | 13,36 | 21,50 | 13A    | SR 94 (M. L. King Jr. Freeway)                                      | Accès à SR 94 en direction sud via sortie 14; sortie 3 de SR 94                                                                                                   |
| San Diego                                 | San Diego     | 13,80 | 22,21 | 13B    | Home Avenue                                                         | |
| San Diego                                 | San Diego     | 14,49 | 23,32 | 14     | I-15 nord (Escondido Freeway)                                       | Sortie direction nord, entrée direction sud; sortie 3 de l'I-15                                                                                                   |
| San Diego                                 | San Diego     | 14,49 | 23,32 | 14     | I-15 sud vers SR 94 ouest (M. L. King Jr. Freeway)                  | Sortie direction sud, entrée direction nord; sortie 3 de l'I-15                                                                                                   |
| San Diego                                 | San Diego     | 15,80 | 25,43 | 15     | North Park Way / University Avenue                                  | North Park Way non-indiqué direction nord |
| San Diego                                 | San Diego     | 16,28 | 26,20 | 16     | El Cajon Boulevard (Ancienne Route 80)                              | |
| San Diego                                 | San Diego     | 16,84 | 27,10 | 17A    | Adams Avenue / Madison Avenue                                       | Sortie direction sud, entrée direction nord |
| San Diego                                 | San Diego     | 17,50 | 28,16 | 17B    | I-8 (Mission Valley Freeway) – Plages de San Diego, El Centro       | Indiqué sortie 17 direction nord; sortie 6B de l'I-8 |
| San Diego                                 | San Diego     | 18,74 | 30,16 | 18     | Murray Ridge Road / Phyllis Place                                   | |
| San Diego                                 | San Diego     | 20,08 | 32,32 | 20A    | Mesa College Drive / Kearny Villa Road                              | Sortie direction nord, entrée direction sud |
| San Diego                                 | San Diego     | 20,45 | 32,91 | 20B    | SR 163 (en) nord (Cabrillo Freeway) – Escondido                     | Sortie direction nord, entrée direction sud; sortie 7A de SR 163 direction sud                                                                                    |
| San Diego                                 | San Diego     | 20,45 | 32,91 | 20     | SR 163 (en) sud (Cabrillo Freeway) – Centre-ville de San Diego      | Sortie direction sud, entrée direction nord; sortie 7A de SR 163 direction nord                                                                                   |
| San Diego                                 | San Diego     | 21,51 | 34,62 | 21     | Balboa Avenue                                                       | |
| San Diego                                 | San Diego     | 22,41 | 36,07 | 22     | Clairemont Mesa Boulevard                                           | |
| San Diego                                 | San Diego     | 23,50 | 37,82 | 23     | SR 52 (Soledad Freeway) – La Jolla, Santee                          | Sortie 3 de SR 52 |
| San Diego                                 | San Diego     | 24,29 | 39,09 | 24     | Governor Drive                                                      | |
| San Diego                                 | San Diego     | 25,33 | 40,76 | 25A    | Nobel Drive                                                         | Sortie direction nord, entrée direction sud |
| San Diego                                 | San Diego     | 25,79 | 41,50 | 25B    | Miramar Road / La Jolla Village Drive                               | Indiqué sortie 25 direction sud |
| San Diego                                 | San Diego     |       |       | ♦      | Carroll Canyon Road                                                 | Accès réservé aux HOV |
| San Diego                                 | San Diego     | 26,92 | 43,32 | 27     | Mira Mesa Boulevard / Vista Sorrento Parkway / Sorrento Valley Road | Indiqué sortie 27A (Mira Mesa Boulevard et Vista Sorrento Parkway) et 27B (Sorrento Valley Road) direction nord; Vista Sorrento Parkway non-indiqué direction sud |
| San Diego                                 | San Diego     | 28,73 | 46,24 | 33A    | Voie de contournement de l'I-5 vers SR 56 est                       | Sortie direction nord, entrée direction sud |
| San Diego                                 | San Diego     | 28,73 | 46,24 | —      | I-5 nord (San Diego Freeway) – Los Angeles                          | Terminus nord; pas d'accès à l'I-5 sud |
| - Accès incomplet - Accès réservé aux HOV |               |       |       |        |                                                                     | |